# Luc Viudès
Luc Viudès (Perregeaux, 31 gennaio 1956) è un ex pesista francese, medaglia di bronzo ai Campionati europei indoor del 1981.

## Palmarès
| Anno | Manifestazione          | Sede     | Evento           | Risultato | Misura  | Note                          |
| ---- | ----------------------- | -------- | ---------------- | --------- | ------- | ----------------------------- |
| 1975 | Europei juniores        | Duisburg | Getto del peso   | 9º        | 15,54 m |                               |
| 1975 | Europei juniores        | Atene    | Getto del peso   | Bronzo    | 17,36 m |                               |
| 1975 | Europei juniores        | Atene    | Lancio del disco | 14º       | 46,78 m |                               |
| 1981 | Europei indoor          | Grenoble | Getto del peso   | Argento   | 19,41 m | Miglior prestazione personale |
| 1982 | Europei indoor          | Milano   | Getto del peso   | 10º       | 18,43 m |                               |
| 1990 | Europei indoor          | Glasgow  | Getto del peso   | 16º       | 18,11 m |                               |
| 1991 | Giochi del Mediterraneo | Atene    | Getto del peso   | Bronzo    | 19,05 m |                               |
| 1991 | Mondiali                | Tokyo    | Getto del peso   | 15º       | 18,43 m |                               |

## Campionati nazionali
- 13 volte campione nazionale nel getto del peso (1979, 1981/1982, 1984/1993)
- 6 volte nel getto del peso indoor (1981, 1984, 1988, 1990, 1992/1993)